# Jean Paul Gaultier
Jean Paul Gaultier SA és una empresa francesa, propietat de l'empresa catalana Puig, fundada l'any 1982 per Jean-Paul Gaultier i Francis Menuge.

## Biografia
El dissenyador francès Jean Paul Gaultier va néixer a Arcueil, una localitat de l'extraradi de París, França, el 1952. Prové d'una família humil; el seu pare era comptable, la seva mare caixera i la seva àvia materna esteticista i remeiera.
Va ser ella, la seva àvia materna, Marie, qui va influir a Jean Paul Gaultier des de molt petit pel món de la moda, ja que es quedava fascinat en comprovar els canvis que experimentaven les clientes de la seva àvia després de passar per les seves mans. Aquesta transformació embellidora va servir de pauta creativa per a Jean Paul, un augment autodidacta que prenia bona nota de tot el que passava en aquest espai familiar,sobretot amb una pel·lícula: Falbalas, de Jacques Becker que narra l'ascens d'un jove modista.
De petit va començar la seva passió per la moda i això ho plasmava en vestits que confeccionava per al seu osset de peluix anomenat Nana, al qual li fa un cosset que seria el predecessor del que va utilitzar per a la cantant Madonna, amb cons fets a base de paper de diari.

## Carrera
Anys més tard, Jean Paul Gaultier, va començar a enviar els seus dissenys a dissenyadors coneguts dins de l'alta costura, on va aconseguir un lloc com assistent per Pierre Cardin l'any 1970, el qual es va impressionar en veure els seus treballs. Però no només aquest gran dissenyador va ser l'únic que es va fixar en el jove, ja que un any més tard, el 1971, treballava com a dissenyador per a la casa d'alta costura Jacques Esterel. El 1974 torna a la casa Pierre Cardin, qui l'envia a Manila per dissenyar col·leccions destinades al mercat americà. També treball per Jean Patou. Gaultier s'inspirava en l'art i era un gran admirador de la model russa Krasivaia, encara que també s'inspirava en anar més enllà de si mateix i deixar volar la imaginació.
L'any 1976, Jean Paul Gaultier llança la seva primera col·lecció femenina.
Ple de confiança i amb l'ajuda del seu company sentimental Francis Menuge, l'home que Jean Paul descriu com "el millor" que li ha passat a la seva vida, el 1977, amb 25 anys, crea la seva pròpia marca prêt-à-porter, però serà en col·laboració amb altres empreses com Bus Stop. És aquí quan presenta la seva primera col·lecció de primavera-estiu de dona que presenta al Palau de la Découverte de París; des de llavors presenta diverses col·leccions cada any. Fins a finals de 1981 no podrà crear la seva pròpia empresa.
Es caracteritza per un estil irreverent que li va donar la fama "enfant terrible" de la moda francesa el 1981. Malgrat aquesta fama, les col·leccions de prêt-à-porter estaven inspirades en la cultura popular i en la indumentària quotidiana, encara que les col·leccions d'alta costura sempre han estat inusuals i formals.
Es va fer famós als anys 80 gràcies a col·leccions com High Tech, Etier papier o la seva primera col·lecció masculina anomenada Home Objecte, on pretenia promocionar l'ús de faldilles per a homes, especialment del klit. Passats nou anys, el 1990, Gaultier adquireix la fama mundial gràcies al vestuari que va crear per Madonna juntament amb Wolfrod Hosiery per la seva gira "The Blonde Ambition Tour",amb la icònica cotilla rosa de pits cònics, i on repeteix l'any 2006 fent-li el vestuari per "Confessions Tour".
Gaultier a través de les seves desfilades pretén transmetre la seva idea d'espectacle total on la musica, l'ambient i la decoració formen un tot que deixa ben clar que el seu missatge sempre ha estat lligat a una certa actitud punk amb el lema "fes el que vulguis" per bandera. A la vegada es produeix un gran impacte en utilitzar models poc convencionals a les seves exhibicions, com per exemple: gent gran, dones amb talla gran, tatuatges o piercings. Aquestes accions li van costar moltes crítiques però a la vegada li van donar una gran popularitat arreu del món.
També es va fer famós per la seva col·laboració en vestuaris cinematogràfics, com per exemple "Kika" de Pedro Almodovar. El 1986, Jean Paul inaugura la seva primera botiga a París, concretament a la galeria Vivienne i dos anys més tard llança la seva col·lecció Junior Gaultier. Gaultier és irreverent, extravagant i diferent al que estava vist i això ho demostra el 1989 quan s'atreveix a gravar un tema de música house anomenat "Aow Tuo Dou Zat".
Els anys 90 van ser uns anys forts pel dissenyador, que es va atrevir amb diferents llançaments com la seva col·lecció Gaultier Jean's el 1992 o un any més tard amb el seu perfum "Classique", més tard, el 1995 posarà a la venda el seu primer perfum masculí "Le Male". Ja a finals dels anys noranta, el 1997, presenta la seva primera y desitjada col·lecció d'Alta Costura. Per acabar, el 1999, el dissenyador firma un acord de col·laboració amb la casa Hermès, on el 2003 fou nomenat director creatiu de la marca. La tercera fragància del dissenyador, per a dona, va ser llançada el 2000 sota el nom de "Fragile". Ara mateix és una edició limitada donades les baixes vendes. El 2005 crea un altre perfum, aquest cop unisex, nomenat fragància de la humanitat. Dos anys més tard llança mundialment la fragància masculina "Fleur du Mâle", amb aroma a camèlia.

## Inspiracions artístiques
El famós perfum Classique és un dels més valorats del mercat. El creador d'aquesta fragància va ser Jacques Cavallier. El perfum està compost per la flor de taronger, mandarina, anís estrellat, pera, rosa i bergamota com notes de sortida; les notes de cor són Sant Martí, gingebre, pruna, orquídea, ylang-ylang i nards. Finalment les notes de fons són ambre, mesc, vainilla, canyella i sàndal.
El famós pot de la fragància és un cos de dona amb un corsette, un dels fetitxes del dissenyador, pintat. Això és un homenatge de Gaultier a Elsa Schiapparelli, una de les dissenyadores més reconegudes i famoses del segle xx, els models es consideraven atrevits i extravagants per als cànons de bellesa de l'època.
La dissenyadora italiana dissenyaria un perfum en els anys 40 l'envàs era un cos que imitava al de l'actriu, i una de les seves clientes habituals, Mary Jane West, més coneguda per Mae West.
Com ja sabem un dels grans fetitxes del dissenyador francès són les samarretes de ratlles marineres que ha utilitzat al llarg de la seva carrera de diverses formes i amb diferents textures. Jean Paul Gaultier explica la seva afició pels suèters a ratlles com una barreja de molts conceptes, però sobretot com un record d'infància: "La meva mare me'ls posava; van amb tot, no passen de moda i probablement mai ho faran ". Parla de com li resolien el problema de l'abillament cada vegada que havia de presentar-se en públic, i d'altres influències: "La meva àvia, Coco Chanel, l'escriptor Jean Genet, Popeye, l'artista homoerotico Tom de Finlàndia, Rainer Werner Fassbinder i la seva cinta Qurellee, que d'alguna manera era l'apoteosi del mariner, un símbol gai hipersexualitzat, un fantasma, una icona, una forma de virilitat capaç de tornar ambigua ".

## Segle XXI
L'any 2000 l'empresa va passar a dependre del grup francès Hermès. L'any 2011 Puig, companyia de perfumeria i moda, va comprar a Hermès una participació del 45% en el grup Jean Paul Gaultier, així com un 10% de la participació familiar de Jean-Paul Gaultier, de manera que passà a controlar el grup, desemborsant un total de 30 milions d'euros. La venda anà acompanyada del compromís de Puig d'injectar més de 100 milions d'euros per ampliar el capital de Jean-Paul Gaultier per finançar l'expansió en el mercat asiàtic. El dissenyador, considerat "enfant terrible" de la moda francesa, conservà la direcció artística del grup que porta el seu nom.